# Oxalis pickeringii
Oxalis pickeringii là một loài thực vật có hoa trong họ Chua me đất. Loài này được A. Gray mô tả khoa học đầu tiên năm 1854.